# Katarzyna Czyż
Katarzyna Czyż (ur. 18 kwietnia 1977) – polska lekkoatletka specjalizująca się w biegach długich, medalistka mistrzostw Polski.

## Kariera sportowa
Jest wychowanką Pogoni Ruda Śląska, występowała także w barwach AZS-AWF Katowice. Pracuje jako nauczycielka w Szkole Podstawowej nr 6 w Rudzie Śląskiej, jest także trenerem w swoim macierzystym klubie.
Na mistrzostwach Polski seniorów zdobyła jeden medal, brązowy w biegu na 5000 metrów w 2003. 
Rekordy życiowe:
- 800 m – 2:13,21 (10.06.2001)
- 1500 m – 4:25,25 (25.05.2001)
- 3000 m - 9:35,70 (11.09.2004)
- 5000 m - 16:11,66 (4.07.2003)
- 10 000 m - 34:42,94